# Ted Kennedy
Ted Kennedy, all'anagrafe Edward Moore Kennedy (Boston, 22 febbraio 1932 – Barnstable, 25 agosto 2009), è stato un politico statunitense, senatore per lo stato del Massachusetts dal 1962 al 2009 e figlio ultimogenito di Joseph P. Kennedy e Rose Fitzgerald, nonché fratello del presidente John Fitzgerald Kennedy e del senatore Robert Kennedy. Kennedy ha fatto parte del Partito Democratico.

## Biografia
Dall'Accademia di Milton entrò al College di Harvard nel 1950, ma venne espulso l'anno successivo per aver falsificato un esame di spagnolo. Dopo due anni nell'esercito degli U.S., ritornò a Harvard, dove si diplomò nel 1956. Nel 1958 s'iscrisse all'Accademia del diritto internazionale dell'Aia e partecipò alla campagna di elezione del fratello John. Dopo aver ottenuto la laurea in diritto all'Università della Virginia, Ted Kennedy venne ammesso all'Ordine degli Avvocati (Bar) del Massachusetts nel 1959.
Il 19 giugno 1964 Ted Kennedy era un passeggero sul volo privato di un velivolo Aero Commander 680, che, in condizioni di pessimo tempo atmosferico, volava da Washington al Massachusetts. L'aereo si schiantò in un meleto presso la cittadina di Southampton durante la fase di avvicinamento all'aeroporto cittadino di Westfield. Il pilota, Edwin J. Zimny, ed Edward Moss, uno degli aiutanti dei Kennedy, morirono. Kennedy fu estratto dal relitto del velivolo dal collega senatore Birch Bayh e fu ricoverato in ospedale per mesi a seguito delle gravi ferite riportate: un polmone perforato, costole rotte ed emorragie interne. Egli soffrì a causa dell'incidente di dolori alla schiena per tutto il resto della sua vita.
Il 18 luglio 1969 balzò agli onori della cronaca per il cosiddetto incidente di Chappaquiddick: dopo una festa sull'isola di Chappaquiddick (Martha's Vineyard) a bordo della sua Oldsmobile Delta 88, Ted uscì di strada all'altezza di Dike Bridge; l'automobile cadde in mare e colò a picco. Ted non era solo, ma con una giovane donna, Mary Jo Kopechne, che annegò. Ted, dopo aver tentato di salvarla, tornò al luogo della festa chiedendo aiuto ai parenti della vittima e al suo avvocato prima di avvertire la polizia. Fu un gruppo di pescatori che ritrovò la vettura solo il mattino dopo, ripescando anche il corpo della giovane. Solo quando la vettura fu identificata come appartenente a Ted, egli fu interrogato dalla polizia.
Kennedy fu accusato di omissione di soccorso e condannato a due mesi di carcere, poi sospesi - questo nonostante la legge, per questo reato, prevedesse il carcere obbligatorio e non il potere discrezionale di una sospensione della pena. Il procuratore distrettuale Edmund Dinis depositò una petizione davanti a un giudice in Pennsylvania per l'esumazione del corpo di Kopechne basata su una testimonianza che vi era del sangue sulla gonna, sulla bocca e nel naso. Il gran giurì Edgartown riaprì l'inchiesta, ma non restituì una requisitoria. Le reputazione politica di Ted era comunque danneggiata. Quando si presentò alle primarie del 1980 contro il presidente Jimmy Carter, non riuscì a far placare lo scandalo.

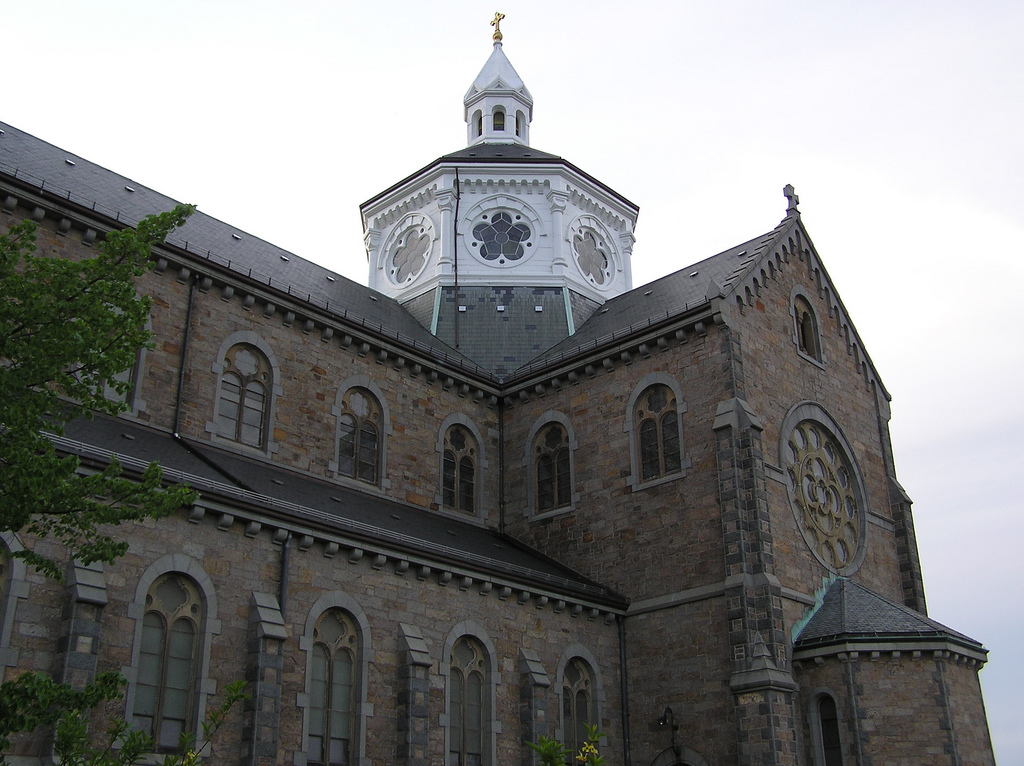
Basilica di Nostra Signora del Perpetuo Soccorso a Boston

Negli ultimi anni della sua vita risiedette a Hyannis Port, nel Massachusetts. Ted era nonno di 4 nipoti e tutore di 13 figli di John e Robert in seguito al loro assassinio del 1963 e 1968. Nel 2006 Kennedy ha scritto un libro per bambini (My senator and me: a dog's-eye view of Washington D.C.) e una storia politica (America back on Track). Il 17 maggio 2008 è stato ricoverato nell'ospedale del Massachusetts per i sintomi di un ictus, malore che si è rivelato dovuto ad un glioma nel lobo parietale sinistro, una forma maligna di tumore al cervello, che l'ha portato alla morte il 25 agosto 2009, due settimane esatte dopo la morte della sorella Eunice.. Le esequie si sono tenute il 29 agosto 2009 nella Chiesa della Basilica di Nostra Signora del Perpetuo Soccorso a Boston, e nello stesso giorno la salma fu sepolta all'Arlington National Cemetery, vicino a Washington.
Il presidente Barack Obama ha commentato: «Ho il cuore spezzato. Un capitolo importante della nostra storia si è chiuso. Il nostro Paese ha perso un grande leader, che ha preso il testimone dei suoi fratelli caduti ed è diventato il più grande senatore degli Stati Uniti dei nostri tempi... È stato un difensore del sogno americano, non solo uno dei migliori senatori, ma anche uno degli americani che ha ottenuto maggiori successi... Un personaggio unico, e i suoi ideali hanno lasciato un segno nella vita di innumerevoli persone».

### Carriera politica
Ted è stato eletto al Senato degli Stati Uniti nel 1962 al seggio vacante lasciato da suo fratello John. È stato continuamente rieletto senatore in Massachusetts al congresso americano alle elezioni del 1964, 1970, 1976, 1982, 1988, 1994, 2000 e 2006. Alla caotica convention nazionale democratica dell'agosto 1968, il sindaco di Chicago Richard J. Daley e alcuni delegati del partito, temendo che Hubert Humphrey non potesse unire il partito, gli chiesero di candidarsi alla presidenza, ma lui, temendo di essere considerato solo un sostituto del fratello, rifiutò.
Nel 2005 è divenuto il più anziano senatore attivo dopo Robert Byrd. È stato presidente della Commissione del Senato della sanità, l'educazione, il lavoro e le pensioni, presidente della sezione immigrazione della commissione giudiziaria e della sottocommissione delle Forze armate. Ha fondato l'associazione congressuale Friends of Ireland ("Amici dell'Irlanda") a sostegno di iniziative in favore della pace in Irlanda del Nord. Nell'aprile del 2006 il Time lo selezionò tra "I migliori 10 senatori d'America". Emblematica la sua battaglia a favore dei diritti civili e della riforma sanitaria gratuita per tutti i cittadini.
Ted appoggiò la legge Fair Minimum Wage Act of 2007 incrementando il salario minimo da $2,10 a $7,25 per due anni e facendo tagli alle tasse per le piccole e medie imprese; questo per contrastare l'insorgenza della povertà e aiutare l'economia del paese. Secondo la propaganda repubblicana, Ted Kennedy era il membro più a "sinistra" del Senato: dopo la sua morte, questo "titolo" è passato alla Senatrice democratica californiana Barbara Boxer. Il 27 gennaio 2008, durante le primarie democratiche, ha annunciato il suo appoggio a Barack Obama, a cui si è unito l'altro senatore del Massachusetts ed ex candidato nel 2004 alla Casa Bianca, John Kerry. Hillary Clinton riuscì comunque a vincere nelle primarie di questo Stato.

### Percentuali di vittorie

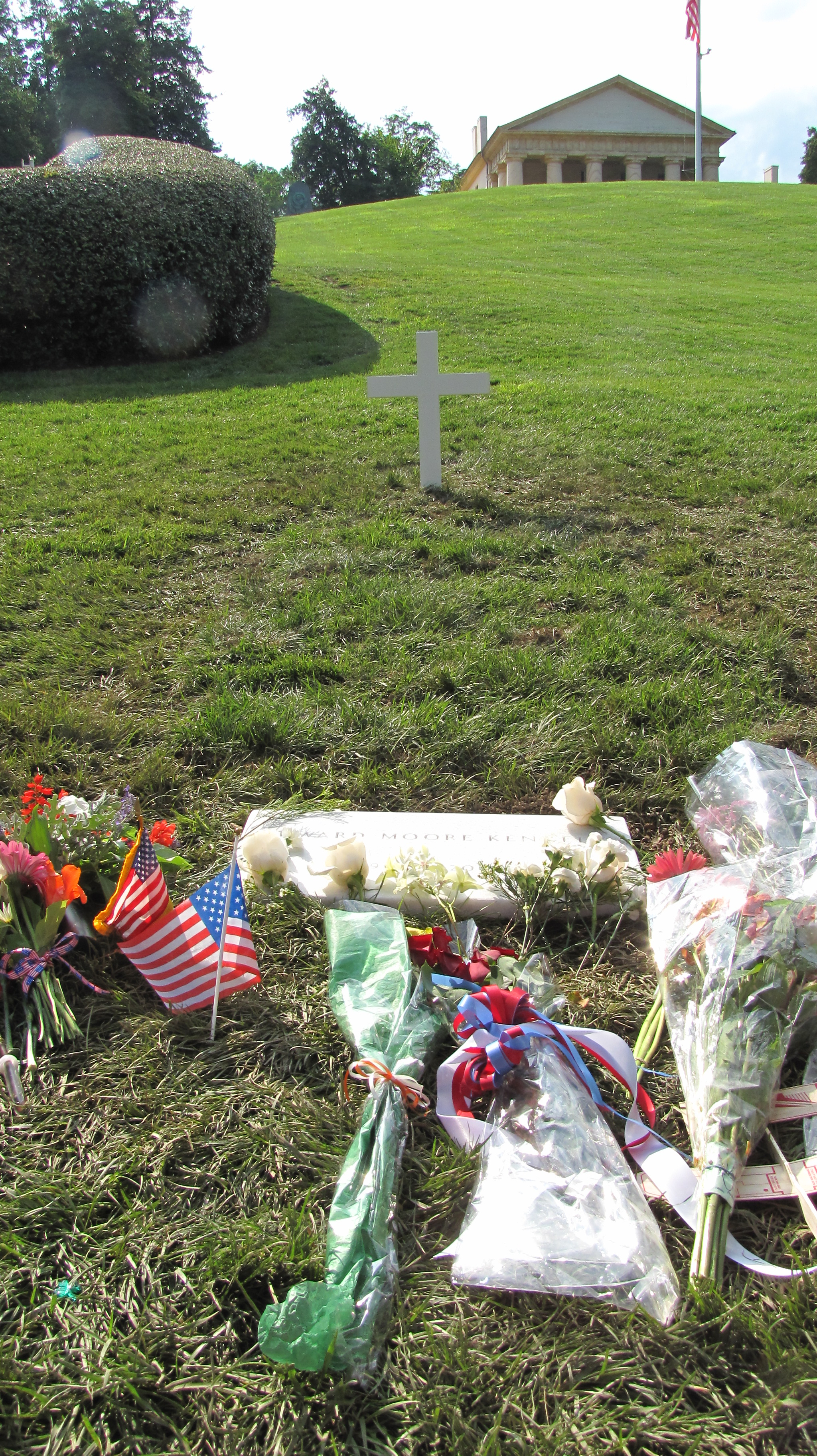
La tomba ad Arlington

1962 Elezioni del Senato degli Stati Uniti, Massachusetts
Ted Kennedy (D) 55%
George C. Lodge (R) 41%
H. Steuart Hughes (I) 2%
Lawrence Gilfedder (Socialist Labor) 0.2%
Mark R. Shaw (Prohibition) .06%
1964 Elezioni del Senato degli Stati Uniti, Massachusetts
Ted Kennedy (D) (inc.) 74.3%
Howard Whitmore, Jr. (R) 25.4%
1970 Elezioni del Senato degli Stati Uniti, Massachusetts
Ted Kennedy (D) (inc.) 61.2%
Josiah A. Spaulding (R) 37%
1976 Elezioni del Senato degli Stati Uniti, Massachusetts
Ted Kennedy (D) (inc.) 69.3%
Michael Robertson (R) 29%
1982 Elezioni del Senato degli Stati Uniti, Massachusetts
Ted Kennedy (D) (inc.) 60.8%
Raymond Shamie (R) 38.3%
1988 Elezioni del Senato degli Stati Uniti, Massachusetts
Ted Kennedy (D) (inc.) 65.6%
Joseph D. Malone (R) 34.4%
1994 Elezioni del Senato degli Stati Uniti, Massachusetts
Ted Kennedy (D) (inc.) 58%
Mitt Romney (R) 41%
2000 Elezioni del Senato degli Stati Uniti, Massachusetts
Ted Kennedy (D) (inc.) 73%
Jack E. Robinson III (R) 13%
Carla Howell (Lib.) 11.9%
2006 Elezioni del Senato degli Stati Uniti, Massachusetts
Ted Kennedy (D) (inc.) 69.46%
Kenneth Chase (R) 30.54%

## Matrimoni e discendenza
Ted Kennedy ha sposato, in prime nozze, il 29 novembre 1958, Virginia Joan Bennet dalla quale ha avuto tre figli: 
- Kara (1960-2011), produttrice cinematografica e televisiva
- Edward Jr. (1961-), avvocato e uomo politico
- Patrick (1967-), uomo politico

Ha poi divorziato nel 1982 da Joan e nel 1992 ha sposato, con rito civile, Victoria Reggie, un'avvocato di Washington, divorziata e madre di due figli, Curran e Caroline, rispettivamente di 10 e 7 anni di età, avuti dal primo marito.